# イルベル・オルタユル
イルベル・オルタユル（İlber Ortaylı、1947年5月21日生まれ、ブレゲンツ、フォアアールベルク）は、トルコの歴史家、学者、作家。トルコ歴史協会の名誉会員。  
オルタユルは、オスマン帝国研究の国際委員会の理事であり、ヨーロッパイラノロジ研究協会と墺土科学フォーラムのメンバーである。 

## 経歴
1947年5月21日、オーストリアのブレゲンツで、クリミア・タタール人家族の子供として生まれた。
2歳のときに家族と一緒にトルコに移住し、イスタンブールオーストリア高校で初等中等教育を修了した。
1965年にアンカラアタチュルク高校を卒業した。 

### 学問的な仕事
1970年にアンカラ大学言語歴史地理学部歴史学科を卒業。ここで彼はシェリフ・マーディン、ハリル・イナルジュック、ムムタズ・ソイサル、セハ・メライ、イルハン・テケリ、ムベッセル・クレイの学生になった。彼のクラスメートの中には、ザフェル・トプラック 、メフメド・アリ・キュルチュバユ 、ウミット・アルスランもいた。 

ウィーン大学でスラブ語と東ヨーロッパの言語を学んだ。 シカゴ大学でハリル・イナルジュックと修士号を取得した。彼は1974年にアンカラ大学の政治学部で「タンジマート後の地方行政」というタイトルの論文で医師になり、1979年に彼の研究「オスマン帝国におけるドイツの影響」で准教授になった。
大学に課せられた政治的制裁に応じて1982年に辞任した。この期間中、ウィーン、ベルリン、パリ、プリンストン、モスクワ、ローマ、ミュンヘン、ストラスブール、イオアニナ、ソフィア、キール、ケンブリッジ、オックスフォード、チュニジアで講演、セミナー、会議を行った。
1989年にトルコに戻って教授になり、1989年から2002年にかけて、アンカラ大学政治学部の行政史学部長を務めた。 

彼は2002年にガラタサライ大学に転校し、2年後にゲスト講師としてビルケント大学に転校した。彼は現在、ガラタサライ大学法学部とMEF大学法学部でトルコ法史を教えている。ガラタサライ大学上院議員でもある。 
2005年にはトプカプ宮殿博物館の館長になった。この地位に7年間留まったオルタユルは、2012年に年齢制限で引退し、彼が勤務をアヤソフィア博物館の館長ハルク・ドゥルスンに任務を移した。
オルタユルは、オスマン帝国研究の国際委員会の理事であり、ヨーロッパイラン研究協会と墺土科学フォーラムのメンバーである。2018年、彼は文化観光省の省顧問になった。  
アフェト・イナン史研究賞の受賞者2004年の協力を得て隔年与えられ、歴史財団とアフェト・イナンの家族は、イルベル・オルタユル含め、審査員によって決定された。 彼は2009年のイズミールブックフェアに参加した。彼はドルマバフチェ宮殿の国立宮殿局が主催した「アブデュルメジト1世と彼の死後150周年の彼の時代」と題された国際シンポジウムの開会式と閉会式に参加した。 

オルタユルはドイツ語、ロシア語、英語、フランス語、イタリア語 、ペルシア語に堪能であり、ラテン語のレベルが高い。

出演したテレビ番組でコンピューターを使用していないこと、他の人が彼の伝記を誤った情報で書いていること、そして彼がこれに非常に不快であるオルタユルは中間レベルを知る否定しましたセルビア語、クロアチア語、ボスニア語。 

### 私生活

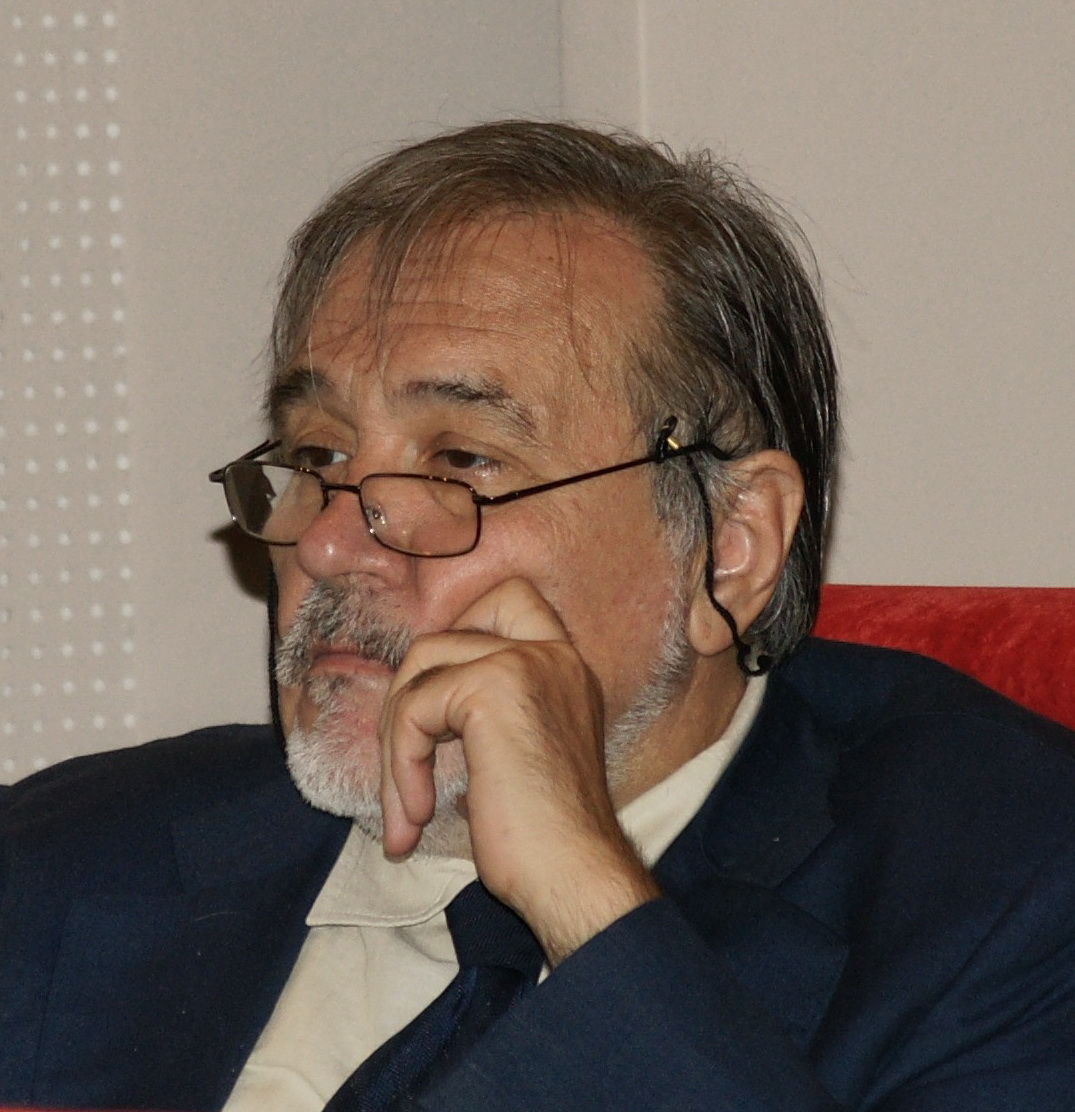
ギリシャ、プレベザで開催された第2回国際歴史文化シンポジウムでのイルベル・オルタユル（2009年）

1981年、メルシン上院議員博士。彼はタリップ・オズドレイの娘アイシェ・オズドレイと結婚し、この結婚でマグロという名前の娘をもうけた。1999年に離婚しました。 
また、彼が子供の頃から大きな情熱と注意を払って集めてきたミニカーの大規模なコレクションを持っている。 

## テレビ番組や記事
彼は、2004年にTRT 2で始まり、週末にTRTTürkで放映されたドキュメンタリー「イルベル・オルタユルと」を発表した。 彼はNTVで「イルベルオルタユルとの歴史レッスン」と呼ばれる番組を作った。彼はまた、ブルームバーグHTチャンネルで「時間はİlberOrtaylıで失われない」と呼ばれる番組を作成した。
彼は、ジャーナリスト作家のメフメット・バラスと一緒に、2012年11月5日から2013年3月11日までの間にNTVで「いつも」と呼ばれる歴史番組を作成した。
彼は今でもDoğu BatıとNTV Tarih誌の諮問委員会のメンバーである。 
Milliyet Sanatとのインタビューで、イルベル・オルタユルは自分の図書館に約30,000冊の本があり、そのうち5,000冊をガラタサライ大学に寄贈したと述べた。

教授博士イルベル・オルタユル

2000年以来、彼は日曜日のミッリイェト新聞、毎月のAtlas History、四半期ごとのDoğu Batı誌に記事を書いている。彼の記事は、一定期間発行された人気のある歴史と歴史と社会の雑誌、およびハバールテュルク新聞のハバールテュルク歴史補足に掲載された。 